# جبهة أراغون

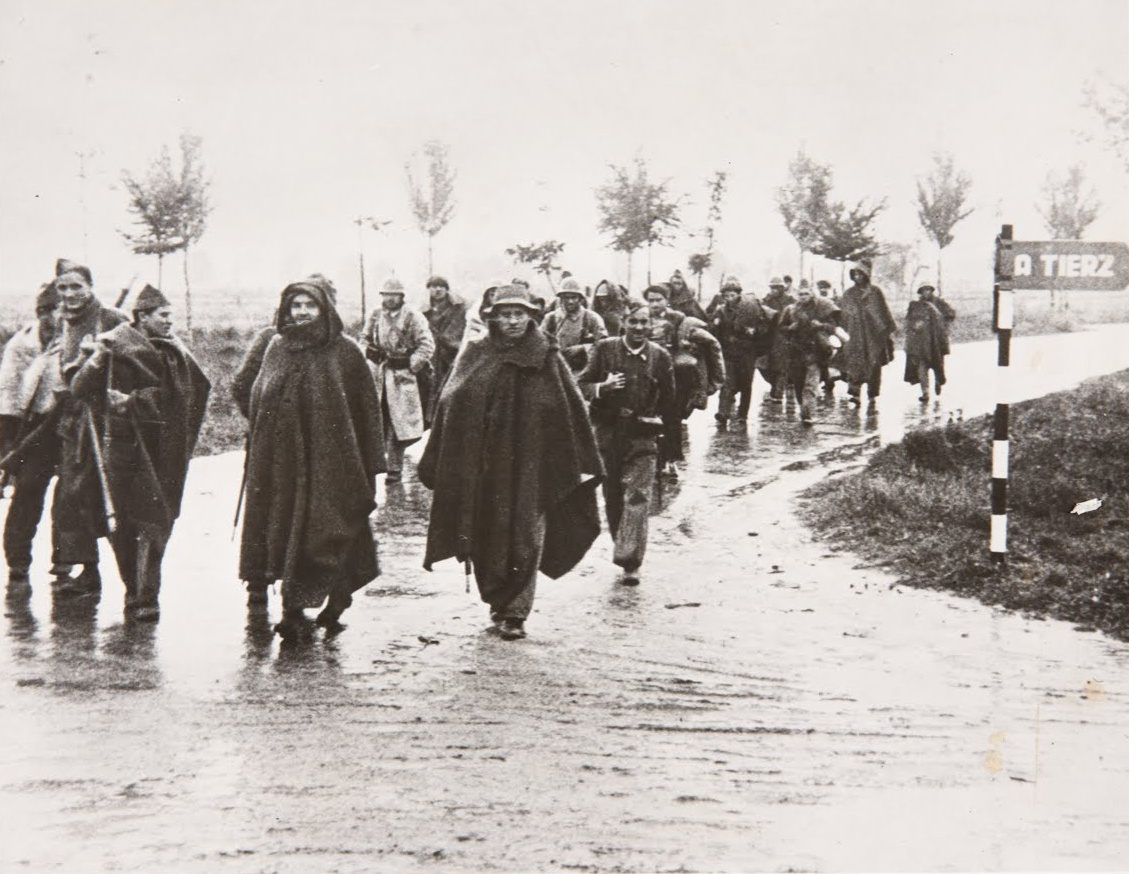
القوات الجمهورية في الطريق خلف جبهة أراغون.

جبهة أراغون هو مصطلح استخدمه علم التأريخ للإشارة إلى مسرح العمليات التي كانت موجودة في هذه المنطقة خلال الحرب الأهلية الإسبانية. من الناحية العملية، فإنها كانت موجودة من يوليو 1936 حتى ربيع 1938 عندما تسبب هجوم أراغون في انسحاب الجيش الجمهوري من الإقليم.

## تاريخ

### إنشاء الجبهة
عندما اندلع انقلاب يوليو 1936 في إسبانيا، كان ميغيل كابانياس قائد القسم الأساسي السابع في سرقسطة، هو القائد العام الوحيد من الأقسام الأساسية الذي التزم بالتمرد. وقد أمر في 18 يوليو باعتقال العديد من قادة الأحزاب الجمهورية والمنظمات العمالية لتعطيل أي محاولة لمقاومة الانقلاب (هرب البعض منهم قبل الاعتقال)، والتي اكتملت أخيرًا في الصباح الباكر من اليوم التالي الأحد 19 يوليو عند إعلان حالة التمرد والتمسك بالحرس المدني وحرس الاقتحام. وتمردت معه باقي المدن الأخرى ماعدا خاجا التي أبدت مقاومة الانقلاب بفضل ولاء الحرس المدني فيها. بينما وقعت مدينتي وشقة وطرويل الأراغونيتان تحت سيطرة المتمردين. وهكذا انقسمت أراغون إلى نطاقين، أحدهما غربي داخل منطقة التمرد والآخر شرقي لم يستطع المتمردون السيطرة عليه وخضع للمنطقة الجمهورية، وذلك بفضل خروج العديد من طوابير المليشيات، وأغلبها مليشيا CNT من كتالونيا المجاورة بمجرد اندلاع الانتفاضة، في محاولة لاستعادة أراغون وأهم مدنها خاجا ووشقة وسرقسطة. ظلت الحدود مستقرة إلى حد ما حتى نهاية 1937.
تم تنظيم كيان مستقل في النطاق الذي احتلته الميليشيات النقابية-اللاسلطوية في منطقة أراغون، وتشكيل مجلس الدفاع الإقليمي لأراغون الذي نظم العديد من الجماعيات الزراعية.
على الرغم من بعض العمليات العسكرية التي قامت بها الطوابير النقابية-اللاسلطوية ، ظلت الجبهة القتالية مستقرة خلال شتاء 1936-1937 مع بعض الاختلافات الإقليمية الصغيرة. وخلال ما سمي بأيام مايو، تركزت وحدات الفرقة 26 الأناركية في أراغون في بربشتر بهدف السير نحو العاصمة الكتالونية، إلا أنهم لم يتحركوا من مواقعهم لكن الفرقة 28 و 29 (الأخيرة تابعة لحزب التوحيد العمالي الماركسي) نظر في خيار التخلي عن الجبهة إلا أنه تراجع عندما هدد قائد الطيران الجمهوري في أراغون بقصفه.

### هجوم الجمهوريين
بعد أعمال الشغب في برشلونة بدأت الحكومة الجمهورية بتطبيق العسكرة الإجبارية للميليشيات وأعادت ادماجها في الجيش الشرقي [الإنجليزية] بقيادة الجنرال بوزاس. وبدأت بإستراتيجية لتحويل الجيش الفرانكوي عن حملته في الشمال، وذلك بقيام الجمهوريون بعمليات عسكرية مختلفة على هذه الجبهة: خلال شهر يونيو انطلق هجوم وشقة في سعيه للاستيلاء على العاصمة الإقليمية التي كانت منذ بداية الحرب تحت حصار الميليشيات الأناركية النقابية. إلا أن الجمهوريون الذين كانوا متفوقين عدديًا على المتمردين تكبدوا 1000 ضحية في أسبوعين وفشلوا تمامًا.
بعد معركة برونيتي وحل مجلس الدفاع الإقليمي لأراغون شن الجمهوريون هجومًا كبيرًا بهدف الاستيلاء على عاصمة أراغون وتخفيف الضغط عن الجمهوريين في معركة سانتاندير. ففي فجر يوم 24 أغسطس هاجم الجمهوريون جبهة العدو التي يبلغ طولها 100 كيلومتر باختراقات في 8 نقاط مختلفة، وتمكنوا من اختراقها وعزل بعض مدنها (بيلتشيتي وكينتو وكودو). ومع ذلك فقد سقطت سانتاندير في أيدي المتمردين يوم 27 أغسطس، وفي 1 سبتمبر توقف تقدم الجمهوريين أمام وصول التعزيزات الفرانكوية دون أن يتمكنوا من الاستيلاء على سرقسطة. وبعد فشل الهجوم ركز الجمهوريون على معركة لاحتلال بلشيت (سقطت البلدة في 4 سبتمبر). استقرت الجبهة في أكتوبر إلا من بعض العمليات المنفردة. قبل نهاية سبتمبر شنت قوات الجيش الشرقي هجوم بيسكاس، وهو هجوم في مقاطعة وشقة في ألتو غاليغو سعى للاستيلاء على بلدة بيسكاس ثم الوصول بعدها إلى خاجا. واستمر القتال حتى بداية نوفمبر بعد استنفاد قوى كلا المتنافسين ولم ينتصر منهما أحد.
وفي ديسمبر شن الجيش الجمهوري هجومًا جديدًا، هذه المرة نحو طرويل، بهدف تخفيف هجوم فرانكو على مدريد. في ما انتهى به الأمر إلى أن عُرف باسم معركة طرويل، حاصر الجمهوريون المدينة في 17 ديسمبر، ومنذ يوم 22 جرى قتال شوارع في المدينة مع الحامية المتمردة. وعلى الرغم من محاولات فرانكو لكسر الحصار، إلا أن المدافعين استسلموا يوم 7 يناير 1938. واستمر القتال حول المدينة المدمرة لأسابيع، حتى عادت العاصمة طرويل إلى منطقة التمرد يوم 22 فبراير. وعانى كلا الفريقين من خسائر فادحة في الأرواح والعتاد، إلا أن الجيش الجمهوري قد تعرض للانكسار الشديد.

### هجوم أراغون
في 7 مارس 1938 تمكنت وحدات من جيش الفرانكو من كسر الجبهة الجمهورية في أراغون، وبدأت هجومًا ذا أبعاد كبيرة. ففي 15 مارس وصلت طلائع الجيش القومي إلى ضواحي كاسبي، بينما سقطت جميع المواقع الجمهورية يوم 22 الشهر بين سرقسطة ووشقة، وبدأ تقدم جديد ذي أبعاد أكبر. تفرق الجيش الجمهوري بعد هجوم فرانكو وتراجع على عجل نحو كتالونيا. وفي 3 أبريل أنهت قوات الفيلق المغربي بقيادة خوان ياغوي من احتلال لاردة، بينما تم عزل الفرقة 43 بقيادة أنطونيو بلتران كازانا «إسكينازاو» في جيب بيلسا [الإنجليزية]. استمرت تلك القوات في المقاومة في جزء صغير من الإقليم حتى يونيو عندما اضطروا إلى الانسحاب إلى الحدود الفرنسية.